# Epanthidium bolivianum
Epanthidium bolivianum är en biart som beskrevs av Urban 1992. Epanthidium bolivianum ingår i släktet Epanthidium och familjen buksamlarbin. Inga underarter finns listade i Catalogue of Life.